# Кваша, Дмитрий Михайлович
Дмитрий Михайлович Кваша (1923—2003) — полковник Советской Армии, участник Великой Отечественной войны, Герой Советского Союза (1945).

## Биография
Дмитрий Кваша родился 6 июня 1923 года на хуторе Петривск (ныне — село Дмитровка в Вышгородском районе Киевской области Украины). Украинец. Окончил среднюю школу. В июне 1941 года Кваша был призван на службу в Рабоче-крестьянскую Красную Армию. В 1942 году он окончил Орловское танковое училище. С февраля того же года — на фронтах Великой Отечественной войны. Принимал участие в боях на Юго-Западном, Северо-Кавказском, 1-м Белорусском фронтах. К январю 1945 года старший лейтенант Дмитрий Кваша командовал танковым взводом 244-го отдельного танкового полка 33-й армии 1-го Белорусского фронта. Отличился во время Висло-Одерской операции.
14 января 1945 г. Кваша, действуя со своим взводом в передовом отряде штурмовой группы, преодолел восемь линий немецкой обороны, уничтожив вместе со своими подчинёнными батарею 75-миллиметровых артиллерийских орудий, 4 батареи противотанковой артиллерии и до роты пехоты противника. Затем вышел к противнику в тыл и перерезав его коммуникации, уничтожил 40 машин, более 100 солдат и офицеров противника, ещё 123 было взято в плен.
Указом Президиума Верховного Совета СССР от 24 марта 1945 года за «умелое руководство боевой группой, личную отвагу и мужество, проявленные при этом», старший лейтенант Дмитрий Кваша был удостоен высокого звания Героя Советского Союза с вручением ордена Ленина и медали «Золотая Звезда» за номером 6419.
После окончания войны Кваша продолжил службу в Советской Армии. В 1954 году он окончил Военную академию бронетанковых войск. В 1973 году в звании полковника Кваша был уволен в запас. Проживал в Киеве, работал начальником специального СМУ, затем начальником отдела опытного завода «Эталон», позднее стал работать инженером по технике безопасности. Умер 7 мая 2003 года, похоронен на Берковецком кладбище Киева.
Был также награждён орденами Александра Невского, Отечественной войны 1-й и 2-й степеней, рядом медалей.